# KeyHoleTV
KeyHoleTV é software gratuito projetado para exibição de canais de televisão (principalmente Televisão Japonesa), estações de rádio, e canais pessoais. Apesar disso, KeyHoleTV ainda tem uma gama muito limitada de canais como TV Asahi, Fuji TV, TBS, TV Tokyo entre outros.
Todos os encodificadores e decodificadores de vídeo foram programados em C e a interface em Objective-C ou mesmo C, dependendo do sistema operacional. O sistema foi desenhado para ser operado através de multiprocessamento, e para não realizar alocação dinâmica de memória, de tal forma que toda memória usada seja previamente alocada no início e então reciclada durante a execução do software.
Foi programado em C e é compativel com Windows 2000 Service Pack 4, Windows XP, Windows Vista, Windows 7 (Ainda em testes), Windows Mobile, Mac OS X, Linux (Os três últimos apenas visualização).

## Defeitos
- Seu sistema é baseado em P2PTV, para poder oferecer certo grau de velocidade nas transmissões exigindo pouco do servidor. Entretanto, o encodificador, ainda em desenvolvimento, não oferece grande qualidade nem compressão para áudio/vídeo ainda, e as perdas de pacotes são extremas com conexões muito lentas.
- Tem que ter uma conta para usar o programa (A partir da Versão 4.25).
- Não é mais possivel usar versões Antigas.

## KeyHoleVideo
KeyHoleVideo é o software que serve como servidor de vídeo/áudio para o KeyHoleTV, obtendo informações de uma placa de captura de TV ou microfone e depois distribuindo. O software permite com que a bitrate de transmissão do vídeo seja controlada, assim como sua transmissão, entre outras opções. Ele também permite que os produtores do canal assistam os videos que estão sendo distribuídos sem interferir na qualidade de transmissão.
O vídeo é encodificado em um formato próprio ao invés de MPEG ou H264 e toda comunicação é encriptada. O encodificador pode transmitir videos com bitrate entre 150kbps e 350kbps na resolução de 320x240 ou 640x480 (apesar deste último ser raramente usado). Apesar da bitrate ser baixa, por ser um sistema P2P, há incontroláveis percas de pacotes do servidor para os clientes. Um novo encodificador está em desenvolvimento e os servidores estão sendo aprimorados segundo o website.